# Drapeau Hipercor
Le Drapeau Hipercor (Bandera Hipercor en castillan) est une compétition annuelle d'aviron, concrètement de trainières, qui se déroule en Cantabrie depuis 2000.

## Palmarès
| Edition | Année | Champion        | Second           | Troisième |
| ------- | ----- | --------------- | ---------------- | --------- |
| I       | 2000  | Astillero       | --               | --        |
| II      | 2001  | Castro-Urdiales | Ciudad Santander | Astillero |
| III     | 2002  | Castro-Urdiales | Astillero        | Pedreña   |
| IV      | 2003  | Astillero       | --               | --        |
| V       | 2004  | Astillero       | --               | --        |
| VI      | 2005  | Castro-Urdiales | Pedreña          | Astillero |
| VII     | 2006  | Pedreña         | Castro-Urdiales  | Astillero |
| VIII    | 2007  | Pedreña         | Pontejos         | Camargo   |
| IX      | 2008  | Castro-Urdiales | Astillero        | Pedreña   |
| X       | 2009  | Castro-Urdiales | Pedreña          | Astillero |
| XI      | 2010  | Pedreña         | Astillero        | Santoña   |
| XII     | 2011  | Pedreña         | Castro-Urdiales  | Astillero |